# Henri Liénard
Henri Liénard, né le 14 décembre 1891 à Croix (Nord) et mort le 1er juin 1974 à Raillencourt-Sainte-Olle (Nord), est un homme politique français.

## Détail des fonctions et des mandats
Mandat parlementaire
- 8 décembre 1946 - 7 novembre 1948 : Sénateur du Nord